# G.O
Jung Byung Hee (em coreano: 정병희; nascido em 6 de novembro de 1987), mais conhecido pelo seu nome artístico G.O (em coreano: 지오), é um cantor, dançarino e MC sul-coreano. É o vocalista principal da boy band MBLAQ.

## Vida pessoal
Jung Byung Hee ou G.O é o vocalista principal da boy band MBLAQ. Ele é o segundo membro mais velho do grupo depois do líder Seungho. Antes MBLAQ, G.O era um membro do grupo TYKEYS, uma banda de 3 membros, que estreou em 2007. Ele é o mais jovem de sua família e tem duas irmãs mais velhas.

## Discografia

### Solo
| Year | No.                | Título              | Álbum             | Notas                |
| ---- | ------------------ | ------------------- | ----------------- | -------------------- |
| 2011 | 1st Single album   | "Even In My Dreams" | Even In My Dreams | feat. Mir            |
| 2013 | 2nd Digital single | "Play That Song"    | Play That Song    | feat. YIRUMA & 2FACE |

### Colaborações
| Ano  | Título              | Outros Artista(s) | Posição nas paradas | Álbum                              |
| Ano  | Título              | Outros Artista(s) | KOR                 | Álbum                              |
| ---- | ------------------- | --- | ------------------- | ---------------------------------- |
| 2010 | Let's Go            | Changmin, Jun.k, Gayoon, Kahi, Junhyung, Luna, Seohyun, Gyuri, Min, Jaekyung, JiEun, Jonghyun, Sungmin, G.NA, Seo In Kook, Son Dambi, IU, Bumkey (2wins) & Anna | 113                 | Group of 20                        |
| 2010 | One                 | Nassun |                     | Nassunova                          |
| 2010 | Because You Sting   | JeA |                     | Smart from You - Single            |
| 2012 | I'm Back            | Primary, Yankie & Double K |                     | Primary And The Messengers LP      |
| 2012 | Tearfully Beautiful | JoKwon, YoSeob, Niel & WooHyun |                     | Dramatic Blue - The Color of K-Pop |
| 2013 | Bye U               | Outsider |                     | Rebirth Outsider                   |
| 2014 | No Diet             | Damiano |                     | No Diet Digital Single             |

### G.O & MIR Unit
| Year | Título | Álbum          |
| ---- | ------ | -------------- |
| 2012 | "Wild" | The BLAQ% Tour |

### Trilhas sonoras
| Ano  | Título                            | Título                   | Álbum                                    | Álbum                          | Notas                  |
| Ano  | Inglês                            | Hangul                   | Inglês                                   | Hangul                         | Notas                  |
| ---- | --------------------------------- | ------------------------ | ---------------------------------------- | ------------------------------ | ---------------------- |
| 2011 | Believe                           | —                        | Mr. Idol OST Part 14                     | Mr.아이돌 OST Part 14          |                        |
| 2012 | I Knew                            | 알고있었어               | Strongest K-POP Star Survival OST Part 1 | K-POP 최강 서바이벌 OST Part 1 | Dueto com o colega Mir |
| 2012 | Because It's Heaven (Winter Rain) | 천국이니까 (Winter Rain) | The King of Dramas OST Part 4            | 드라마의 제왕 OST Part 4       | Dueto com o colega Mir |
| 2013 | What a fool I am                  | 바보같은 나              | Iris II OST Part 5                       | 아이리스 II OST Part 5         | Dueto com o colega Mir |
| 2014 | You                               | —                        | I Need Romance 3 OST Part 3              | 로맨스가 필요해 3 OST Part 3   |                        |
| 2014 | As If Tomorrow Won't Come         | 내일이 안 올 것처럼      | Doctor Stranger OST Part 4               | 닥터 이방인 OST Part 4         |                        |
| 2014 | The Place You Left                | 니가떠난그자리           | The Girl's Ghost Story OST               | 소녀괴담 OST                   | com MBLAQ.             |
| 2016 | No Love Feeling                   | 사랑무감증               | Madame Antoine                           | K-POP 최강 서바이벌 OST Part 1 |                        |

### Composições musicais
cr.KOMCA(Korea Music Copyright Association)
- No.W0700300[16]  = G.O = Jang Goon

| Artista(s)    | Álbum                               | Título                               | Letra                             | Compositor, arranjador        |
| ------------- | ----------------------------------- | ------------------------------------ | --------------------------------- | ----------------------------- |
| Tykeys        | 《TY PROJECT NO.1》                 | 07.Just Once                         | Jang Goon                         | Jeon Sang                     |
| MBLAQ         | 《BLAQ Style 3D Edition Repackage》 | 03.Can't Come Back(NO NO NO)         | Mir, G.O                          | G.O                           |
| G.O & Mir     | 《Even In My Dreams》               | 01.Even In My Dreams                 | Mir, G.O                          | G.O, Park Soo Suk, Kim Gi Bum |
| G.O & Mir     | 《Strongest K-Pop Survival》OST     | 01.I Already Knew                    | Mir, G.O                          | Weon Thaig, G.O               |
| G.O & Mir     | 《THE BLAQ% TOUR》                  | 01.Wild                              | Mir, G.O, Weon Thaig              | Weon Thaig                    |
| A-Prince      | 《You're The Only One》             | 01.You're The Only One               | Mir, G.O                          | Weon Thaig, G.O               |
| G.O & Mir     | 《IRIS 2》OST                       | 05.Foolish Me                        | Mir, Avengers, Hyun Jin Choi, G.O | Avengers, Hyun Jin Choi, G.O  |
| MBLAQ         | 《Sexy Beat》                       | 03.R U OK                            | Mir, G.O                          | Primary, G.O                  |
| Outsider, G.O | 《Rebirth Outsider》                | 02.Bye U                             | G.O, Outsider                     | Jung Chang Wook               |
| MBLAQ         | 《Love Beat》                       | 03.Prayer                            | Mir, G.O, Bug Geug Gom            | G.O, Bug Geug Gom             |
| MBLAQ         | 《Broken》                          | 06.Because There are Two             | Mir, G.O, Avengers                | G.O, Radio Galaxy, Avengers   |
| MBLAQ         | 《Broken》                          | 07.Still With You Outro.             | G.O, Avengers                     | G.O, Avengers                 |
| G.O           | 《Dr. Stranger》OST                 | 04.As If Tomorrow Won't Come         | 김원                              | 김원, G.O, 별나라언니         |
| MBLAQ         | 《The Girl's Ghost Story》OST       | The Place You Left                   | G.O,Avengers, 최현준, Mir         | G.O, Avengers, 최현준, 차민영 |
| G.O           | 《OCN Bad Guys》OST                 | Reason                               | G.O, 원택                         | G.O, 원택                     |
| MBLAQ         | 《Winter》                          | 0.2 Spring Summer Fall And Winter... | G.O, 레트로펑키                   | G.O, 레트로펑키               |